# Riolunato
Riolunato é uma comuna italiana da região da Emília-Romanha, província de Modena, com cerca de 750 habitantes. Estende-se por uma área de 45 km², tendo uma densidade populacional de 17 hab/km². Faz fronteira com Fiumalbo, Frassinoro, Lama Mocogno, Montecreto, Palagano, Pievepelago, Sestola.

## Demografia
| Variação demográfica do município entre 1861 e 2011                               |
|                                                                                   |
| Fonte: Istituto Nazionale di Statistica (ISTAT) - Elaboração gráfica da Wikipedia |